# Московский комитет по науке и технологиям
ОАО «Московский комитет по науке и технологиям» — основанная Правительством Москвы структура.
Является преемником главного управления по науке и технике при Мосгорисполкоме.
Контрольный пакет акций принадлежит правительству Москвы.

## Проекты

### Аквадиск
При поддержке МКНТ был разработан Аквадиск, якобы очищающий воду бесконтактным способом. На сайте МКНТ в разделе «Собственные разработки МНКТ» указана следующая информация про Аквадиск:
Аквадиск — устройство по восстановлению природной структуры воды. Аквадиск предназначен для бесконтактной очистки воды и восстанавливает её природную структуру: активирует и очищает от «информационной грязи», одновременно значительно снижая в ней концентрации таких вредных примесей как свинец, аммонийный азот, хлор и его соединения, растворённое железо.

### Разгон облаков
Осенью 2009 года МКНТ испытывал установку на основе люстры Чижевского, которая должна была разогнать облака над центром города. По словам организаторов, им удалось прекратить дождь на территории в 5 км². По другим источникам, эксперимент закончился провалом.